# دائرة سانت رافائيل
دائرة سانت رافائيل هي إحدى الدوائر السبع في الإدارة الشمالية في هايتي، يبلغ عدد سكانها 117,530 في إحصائيات أغسطس 2003، تتبعها خمسة بلديات، ورمزها البريدي يبدأ بالرقم 14.